# قسم شرطة مدينة نيويورك
قسم شرطة مدينة نيويورك (بالإنجليزية:  New York City Police Department)‏ واختصارا ب NYPD، هي شرطة حكومية تابعة لمدينة نيويورك الأمريكية. تتخصص شرطة نيويورك في أهم القضايا في التاريخ الأمريكي من خلال البحث عن القاتل وابعاد ظاهرة المخدرات ومكافحة الأرهاب ومطاردة المجرمين وإبطال القنابل المفخخة، أسست شرطة نيويورك سنة 1845م.
وهي أكبر قوة شرطة في الولايات المتحدة وهي تمتلك مسئوليات أساسية في إنفاذ القانون والتحقيق ضمن الأقسام الإدارية الخمسة لمدينة نيويورك، وهي واحدة من أقدم إدارات الشرطة التي أنشئت في الولايات المتحدة حيث يمكن تقفي إثار جذورها حتي عام 1625م عندما كانت تدعي نيويورك بنيو أمستردام.
لدي شرطة نيويورك مجموعة واسعة من الخدمات المتخصصة تتضمن وحدة خدمات الطوارئ k-9 ودورية الميناء والدعم الجوي والتخلص من القنابل ومكافحة الإرهاب والمخابرات ومكافحة العصابات ومكافحة الجريمة المنظمة والمخدرات والنقل العام.
شرطة نقل مدينة نيويورك وإدارة شرطة الإسكان تكاملت تماماً في NYPD في عام 1995م ومهمتها هي فرض القانون وتقليل الخوف وتوفير بيئة آمنة.
في يونيو 2004م كان هناك 40000 ضابط محلف والعديد من الآلاف من موظفي الدعم في يونيو 2005م نزل الرقم إلي 35000.اعتبارا من ديسمبر 2011م تمت زيادتها إلي أكثر قليلا من 36600 مع تخريج دفعة من 1500 طالب من أكاديمية شرطة نيويورك.
قوة شرطة نيويورك النظامية الحالية هي 34450 يوجد أيضاً 4500 شرطي احتياطي علي وجه التقريب وخمسة آلاف من وكلاء حماية المدارس و2300 من رجال المرور ويوجد أيضاً 370 مشرف علي إنفاذ قوانين المرور تم تعيينهم تم تعيينهم في الإدارة.
جمعية الحراس المتطوعين في مدينة نيويورك (NYC PBA) هي أكبر اتحاد شرطة في الولايات المتحدة وهي تمثل أكثر من 50000 شرطي عامل ومتقاعد.
شعبة مخابرات شرطة نيويورك ومكتب مكافحة الإرهاب لديها ضباط متمركزين في 11 مدينة أجنبية مثل لندن وباريس ومدريد وتل أبيب وهامبورغ وتورنتو.
في عام 1990م طورت الإدارة نظام إحصائيات الشكاوي compstst system والذي دخل الخدمة أيضاً في باقي المدن.
مقر شرطة نيويورك يقع في 1 ساحة الشرطة في مانهاتن السفلي.
شرطة نيويورك تجري أبحاث عن مسرح الجرائم علي نطاق واسع ولديها موارد معملية فضلاً عن الوحدات التي تساعد في تحقيقات جرائم الكمبيوتر.
تدير شرطة نيويورك شبكة كمبيوتر لمكافحة الجريمة وهي أساساً محرك بحث ضخم ومستودع بيانات والتي تديرها المباحث لمساعدة رجال الشرطة في محال تحقيقاتهم.
نظام نطاق الوعي هو مشروع مشترك بين شرطة نيويورك وشركة مايكروسوفت يربط بين الآلاف من كاميرات التلفزيزن ذات الدوائر المغلقة وقارءات لوحات السيارات وأجهزة المراقبة الأخرى في نظام متكامل.

## التاريخ
الشرطة المحلية أنشأت عام 1845م بدلاً من نظام المراقبة الليلية القديم في عام 1857م استبدلت باضطراب واضح بقوة المتروبوليتان والتي دمجت العديد من إدارات الشرطة الأخرى في عام 1898م.

## هيكل الرتب
هذه المقالة تناقش الرتب الخاصة ب NYPD في حين أن شعبة حماية المدارس وشعبة المرور وقسم مساعدي الشرطة وأكاديمية الشرطة لديها رتبها وهيكل درجاتها على الرغم من أنها جزء من شرطة نيويورك وتدار بواسطة هيكل الأوامر الخاصة بشرطة نيويورك
يبدأ الضباط خدمتهم برتبة ضابط تحت الاختبار probationary police officers يشار إبهم بدلاً من ذلك باسم P.P.O أوبشكل غير رسمي ضمن الإدارة باسم propie. بعد ستة أشهر من التدرب في أكاديمية الشرطة وبعد الانتهاء بنجاح من شتي الاختبارات الإكاديمية والبدنية والتكتيكية يتخرج رجال الشرطة منها ويتم ترقيتهم لرتبة ضابط شرطة.
يوجد ثلاثة مسارات مهنية في إدار ة شرطة مدينة نيويورك، المسارات الإشرافية تتكون من 12 لقب، الترقية إلي رتب الرقيب والملازم والنقيب تكون عبر المنافسة في الخدمات المدنية أما الترقية إلي رتبة نائب ومفتش ومفتش يكون بتقدير من المفوض والترقية إلي رتبة ضابط المباحث يتحدد باحتياج العمل الحالي وبشرط موافقة مفوض الشرطة.
مستوي التعين عند الدخول للمباحث هي الدرجة الثالثة أو كمتخصص مفوض الشرطة قد يمنح درجات تقديرية من الدرجة الأولي أو الثانية.

## التنظيم والهيكل
تنقسم إدارة شرطة نيويورك إلي عشرة مكاتب ستة منها مكاتب تنفيذية كل مكتب تنفيذي يقسم إلي أقسام وشعب ووحدات ودورياتومناطق وجماعات المخبرين.
كل مكتب يدار بواسطة مدير المكتب (مثل رئيس الدوريات، رئيس الإسكان، رئيس الشئون الداخلية) هناك أيضاً عدد من الوحدات المتخصصة (مثل وحدة العمليات و compstate) والتي لا تتبع أي مكتب ويرأسها مباشرة رئيس الإدارة.

## إحصائيات
في نهاية عام 2010م 53% من مجموع 34526 عنصر شرطة كان من الجنس الأبيض و47% كانوا من الأقليات، ومن 22199 شرطي في الدوريات 53% (11717) كانوا سوداً ولاتينيين أوأسياويين و 47% منهم كانوا بيض ومن 4639 من الرقباء كان 61% (2841) من البيض و39% منهم من الأقليات، من 1743 من الملازمين الأوائل كان 76% منهم من البيض و24% من الملونين.
من 432 نقيب كان 82% منهم من البيض و18% منهم من الأقليات،
ومن 10 رؤساء كان 7 منهم من البيض و3 ملونين.

## معرض الصور

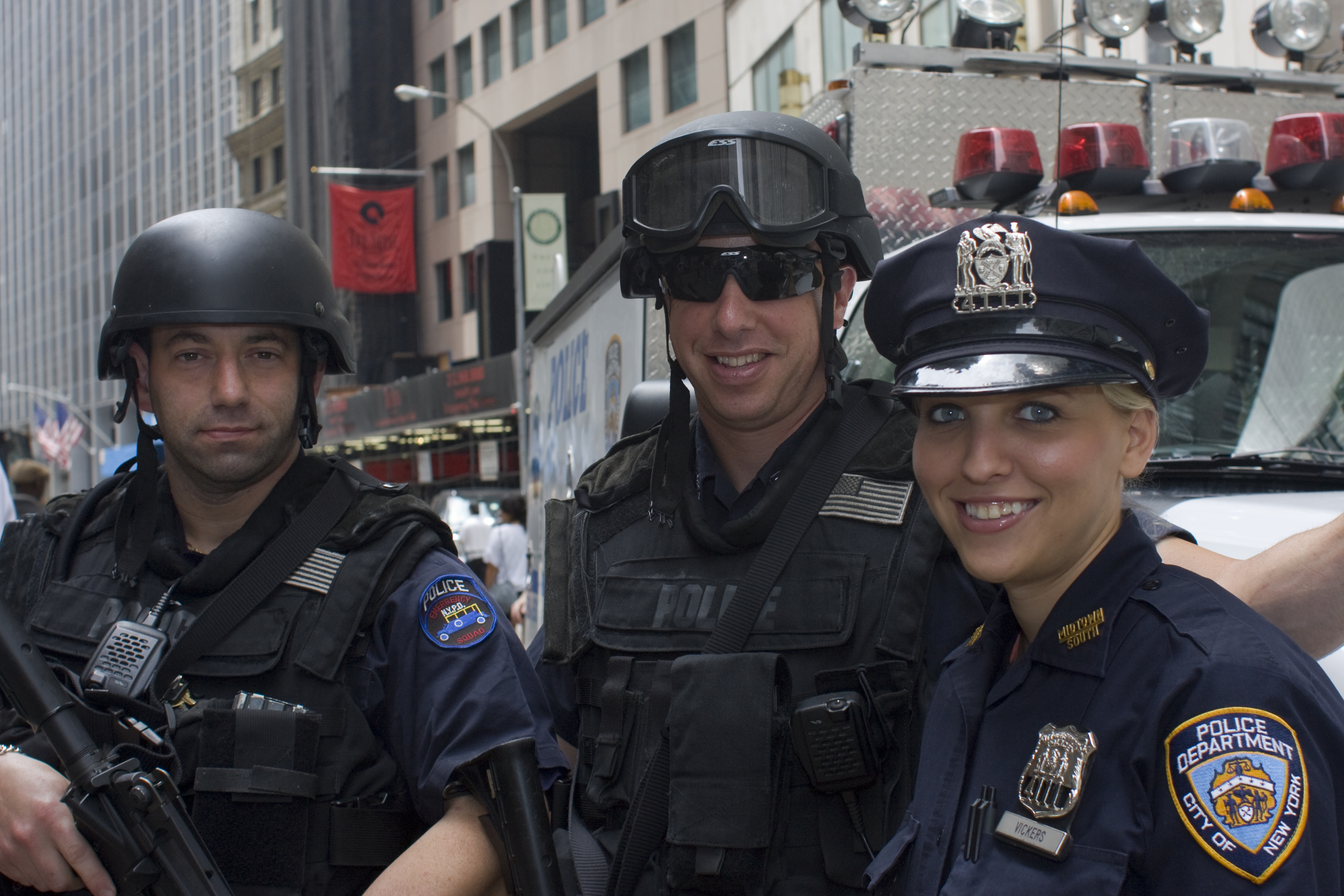
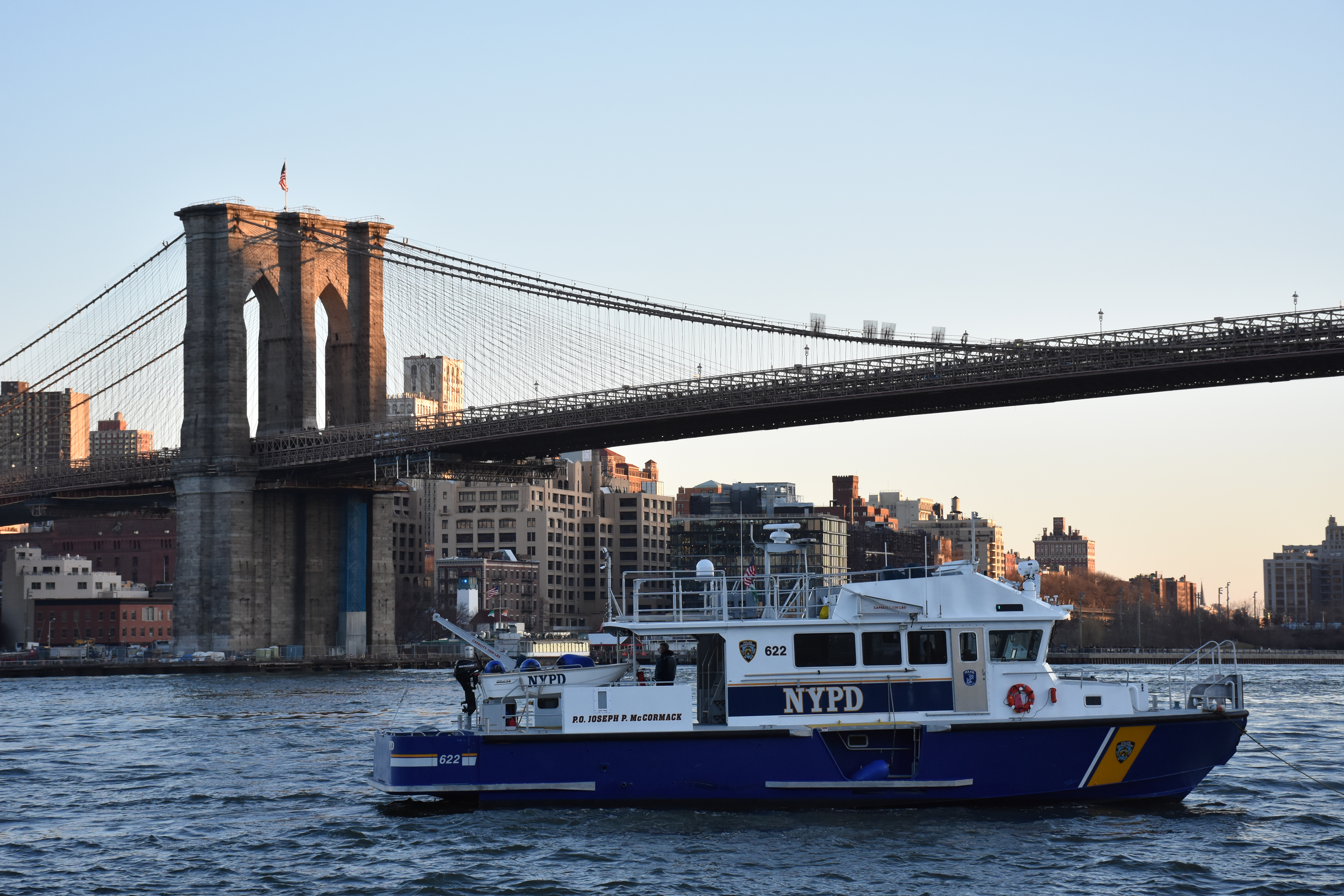
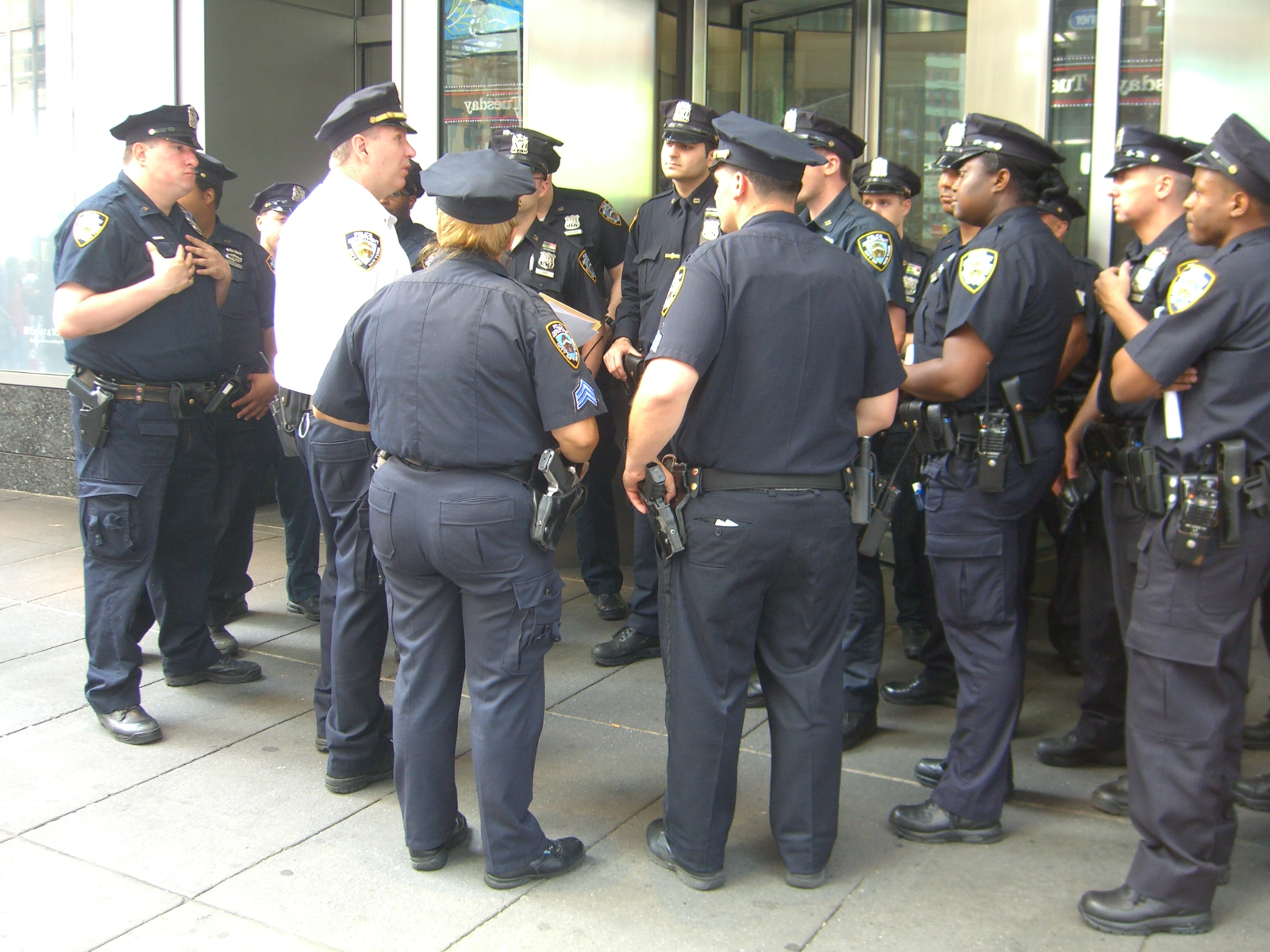
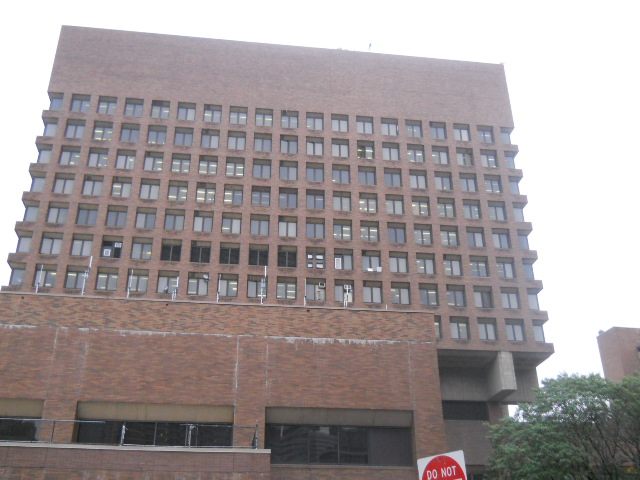
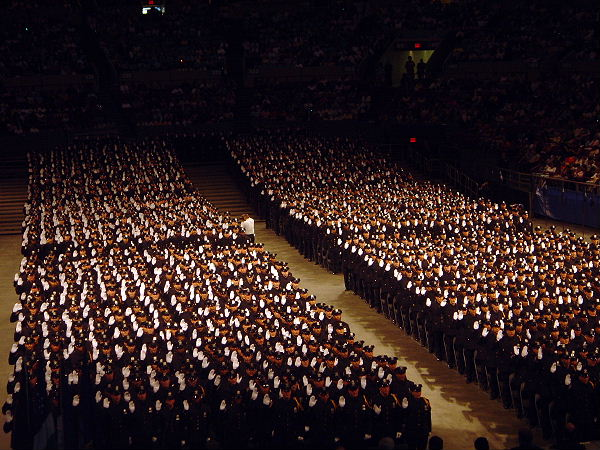

## الرتب
| Title                                                              | Insignia | Badge design                      | Badge color             | Badge number            | Uniform                                                            |
| ------------------------------------------------------------------ | -------- | --------------------------------- | ----------------------- | ----------------------- | ------------------------------------------------------------------ |
| Chief of Department                                                |          | Medallion with eagle and stars    | Gold, with silver stars | No                      | White shirt, black peaked cap, gold hat badge                      |
| Bureau Chief Supervising Chief Surgeon                             |          | Medallion with eagle and stars    | Gold, with silver stars | No                      | White shirt, black peaked cap, gold hat badge                      |
| Assistant Chief Assistant Chief Chaplain † Assistant Chief Surgeon |          | Medallion with eagle and stars    | Gold, with silver stars | No                      | White shirt, black peaked cap, gold hat badge                      |
| Deputy Chief Deputy Chief Chaplain † District Surgeon              |          | Medallion with eagle and star     | Gold, with silver stars | No                      | White shirt, black peaked cap, gold hat badge                      |
| مفتش ‏ Chaplain † Police Surgeon                                    |          | Medallion with eagle              | Gold                    | No                      | White shirt, black peaked cap, gold hat badge                      |
| Deputy Inspector                                                   |          | Laurels and crown with oak leaves | Gold                    | No                      | White shirt, black peaked cap, gold hat badge                      |
| Captain                                                            |          | Laurels and crown                 | Gold                    | No                      | White shirt, black peaked cap, gold hat badge                      |
| Lieutenant                                                         |          | Medallion                         | Gold                    | No                      | White shirt, black peaked cap, gold hat badge                      |
| Sergeant                                                           | (sleeve) | Shield with eagle                 | Gold                    | Yes                     | Navy blue shirt, peaked cap, gold hat badge                        |
| Detective (grades 3rd–1st)                                         | None     | Medallion                         | Gold                    | Yes                     | Navy blue shirt, peaked cap, gold hat badge                        |
| ضابط الشرطة                                                        | None     | Shield                            | Silver                  | Yes, matching hat badge | Navy blue shirt, peaked cap, silver hat badge with matching number |
| Probationary Police officer                                        | None     | Shield                            | Silver                  | Yes, matching hat badge | Navy blue shirt, peaked cap, silver hat badge with matching number |
| Recruit officer                                                    | None     | Shield                            | Silver                  | Yes                     | Slate grey, black سيدارة                                           |
| تلميذ عسكري                                                        | None     | None                              | None                    | None                    | Slate grey, black سيدارة                                           |

Commissioner titles:
| Title                     | Insignia |
| ------------------------- | -------- |
| مفوض الشرطة               |          |
| First Deputy Commissioner |          |
| Deputy Commissioner       |          |

## وصلات خارجية
- NYPD الموقع الرسمي باللغة الإنجليزية